# Zahlennamen
In diesem Artikel geht es um den Aufbau von Zahlennamen und die Benennung von Zahlen im Dezimalsystem.

## Der Aufbau von Zahlennamen
Am Beispiel der Zahl vierhundertsiebenundzwanzigtausendfünfhundertvierunddreißig (427.534) kann man den abgestuften Aufbau der Zahlennamen ersehen. Auffällig sind dabei in der deutschen Sprache die Blockbildung in 3-er Gruppen zu einem Individualzahlwort (wie Tausend) und die systematische Umkehrung der Zehner- und der Einerstelle.

### Null bis neun
Die Werte der Dezimalziffern sind: null, eins, zwei, drei, vier, fünf, sechs, sieben, acht, neun. Der Name null steht immer alleine; auf den anderen neun Zahlennamen baut das gesamte Namenssystem auf.

### Zehn
Aus dem urgermanischen Wort *tehun, das unter anderem mit altgriechisch deka (δεκα) und lateinisch decem verwandt ist, hat sich über althochdeutsch zehan das heutige Wort zehn entwickelt.

### Elf und zwölf als Ausnahmen
Die Zahlwörter elf und zwölf (von gotisch ainlif und twalif mit der Nachsilbe -lif ‚das Darüberhinausgehende‘) bedeutet eins darüber hinausgehend bzw. zwei darüber hinausgehend, also eins bzw. zwei mehr als zehn.
Auch in allen anderen germanischen Sprachen, beispielsweise im Englischen (eleven, twelve) oder Niederländischen (elf, twaalf), gibt es diese Ausnahmen. Hier merkt man den früheren Ansatz eines auf zwölf Zahlen basierenden Zahlensystems. Siehe auch Dutzend (= 12), Schock (fünf Dutzend = 60) und das Gros (zwölf Dutzend = 144).

### Dreizehn bis neunzehn
Im Gegensatz zu den Zahlen über zwanzig, bei denen die Einerstelle und die Zehnerstelle mit und verknüpft werden (siebenundzwanzig), entfällt dies bei den Zahlen von dreizehn bis neunzehn. Bei den Zahlen sechzehn und siebzehn wird die Einerstelle verkürzt ausgesprochen und geschrieben (sechzehn statt „sechszehn“ und siebzehn statt „siebenzehn“).

### Zwanzig bis neunundneunzig
Zwanzig: von gotisch twai tigjus (= „zwei Zehn-Einheiten“), später twai tig. Diese Bildungsform setzt sich bis neunzig fort, wobei auch hier die Endsilben der Sechs und der Sieben teils verkürzt sind (sechzig statt „sechszig“ und siebzig statt „siebenzig“). Eine Ausnahme bildet die Verwendung von dreißig (statt „dreizig“). Die Einereinheit wird zuerst genannt, dabei wird eins zu ein- verkürzt.

#### Andere Sprachen
In manchen Sprachen sind noch Reste eines Vigesimalsystems erhalten: Zum Beispiel ist im Französischen (in Frankreich und Kanada) diese Reihe nur bis 60 nach diesem Muster aufgebaut. Danach folgen „sechzig-und-zehn“ (soixante-dix), „vier-mal-zwanzig“ (quatre-vingts) und „vier-mal-zwanzig-und-zehn“ (quatre-vingt-dix). Allerdings gibt es im belgischen Französisch abweichend für 70 und 90 die Zahlwörter septante und nonante und im Schweizer Französisch zusätzlich huitante und octante für 80. Das Dänische kennt für die Zahlen von 50 bis 90 das Vigesimalsystem; so heißt beispielsweise 60 im Dänischen tres(indstyve), d. h. „drei-mal-zwanzig“, oder 50 heißt halvtreds(indstyve), d. h. „halb drei-mal-zwanzig“ (für 2½ × 20).
Bei zusammengesetzten Zahlwörtern wird meistens abnehmend (z. B. Tausender vor Hunderter) gesprochen. Abweichend davon stehen in den Zahlwörtern vieler europäischer Sprachen (z. B. Latein, Russisch, Englisch, Deutsch) bei den Zahlen 13 bis 17 die Einer vor der Zehn, implizit verstanden als z. B. drei plus zehn oder vier über zehn. Im Gegensatz zur deutschen Sprache kommt in  anderen Sprachen, wie der russischen, ukrainischen, englischen, schwedischen oder französischen, bei Zahlen über zwanzig die Zehnereinheit zuerst (z. B. im Englischen twenty-five). Weitere Sprachen, in denen Einer- und Zehnernamen wie im Deutschen gereiht werden, sind das Niederländische, das Dänische, das Luxemburgische, das Slowenische, das Arabische und Hindi. Im Tschechischen sind beide Varianten möglich, d. h. „Zwanzig und eins“ oder „Einundzwanzig“; desgleichen im Norwegischen, wo die dem Deutschen oder Dänischen entsprechende Reihung offiziell per Gesetz durch die dem Englischen oder Schwedischen entsprechende abgelöst wurde, in der gesprochenen Sprache aber nach wie vor üblich ist.

### Hunderter
Hundert: von gotisch hunda und lateinisch centum. Ursprünglich nur als Mehrzahlwort verwendet, das heißt, erst ab zweihundert. Das erste Hundert wurde noch bis ins Mittelhochdeutsche durch das Zahlwort zehen-zec/ic, zehent-, zên-zic („zehnzig“) abgeschlossen. Heutzutage wird entweder die Hundert, oder die einfache Hundert, also Einhundert, verwendet. Um ein Mehrfaches von hundert auszudrücken, wird eine einstellige Zahl vor die Hundert gestellt. So ist der Zahlname für das Dreifache von hundert dreihundert. Wenn das Mehrfache von hundert größer als 9 ist, wechselt man zum Tausender.
Für den speziellen Zahlenbereich von 1100 bis 1999, also eigentlich schon im nachfolgenden Tausenderbereich, gibt es jedoch im Deutschen – und ähnlich in diversen anderen Sprachen – die Bezeichnungen Elfhundert, Zwölfhundert bis Neunzehnhundert, die bei Jahreszahlen fast ausschließlich verwendet werden (je höher die Zahl, desto seltener ist die Verwendung mit tausend) und ansonsten gelegentlich auch dann, wenn Einer und Zehner fehlen oder sehr einfach sind. Abweichend vom Deutschen wird dies im Englischen auch bis zu Zahlenwerten von 9999 fortgesetzt.

### Tausender
Tausend: von gotisch thusundi. Für Zahlen über Einhundert hat sich im indogermanischen Sprachraum keine einheitliche Bezeichnung entwickelt. Der Wortstamm „Tausend“ kommt nur im germanischen, slawischen und baltischen Sprachraum vor, während im romanischen die Bezeichnung von lateinisch mille hergeleitet ist und im griechischen von χιλιοι.

### Million und Milliarde
Million: von lateinisch mille (= tausend) und -one (vergrößerndes Suffix); also eigentlich „Großtausend“. Die Million ist das Quadrat der Tausend.
Die Milliarde ist die dritte Potenz zur Tausend oder auch tausend Millionen. Bei Guillaume Budé findet sich 1516 Milliartum.

### Billion, Billiarde und darüber hinaus
Ab einer Milliarde wiederholt sich das Schema -illion und -illiarde, wobei Stämme lateinischer Herkunft zum Einsatz kommen: Bi- für 2 (Billion und Billiarde), Tri- für 3, Quadri- für 4 und so weiter. Sie geben Potenzen der Million an: eine Billion ist 1 000 0002, eine Trillion ist 1 000 0003, eine Quadrillion ist 1 000 0004 und so weiter. Eine Billiarde sind tausend Billionen, eine Trilliarde sind tausend Trillionen und so weiter.
Die Wörter bymillion und trimillion sind bei Jehan Adam (1475) nachgewiesen, während Nicolas Chuquet in einem 1484 fertiggestellten und zu seinen Lebzeiten nicht veröffentlichten Manuskript byllion und tryllion gebrauchte. Keiner der beiden Autoren hat für sich beansprucht, die Benennung erfunden zu haben, aber als Gemeinsamkeit wurde festgestellt, dass sie eng mit Paris verbunden sind und dass ein gewisser Bartholomäus von beiden erwähnt wird.
| Ziffernfolge                                                                                          | Zahlenname                                                       | Vorsilbe              | Vorsilbe      | Vorsilbe  | Nachsilbe | Potenz       | 10n      |
| Ziffernfolge                                                                                          | Zahlenname                                                       | Einer                 | Zehner        | Hunderter | Nachsilbe | Potenz       | 10n      |
| --- | ---------------------------------------------------------------- | --------------------- | ------------- | --------- | --------- | ------------ | -------- |
| 1 | Eins                                                             |                       |               |           |           | Million0,0   | = 100    |
| 10 | Zehn                                                             |                       |               |           |           | Million1/6   | = 101    |
| 100                                                                                                   | Hundert                                                          |                       |               |           |           | Million1/3   | = 102    |
| 1 000                                                                                                 | Tausend                                                          |                       |               |           |           | Million0,5   | = 103    |
| 10 000                                                                                                | Zehntausend                                                      |                       |               |           |           | Million2/3   | = 104    |
| 100 000                                                                                               | Hunderttausend                                                   |                       |               |           |           | Million5/6   | = 105    |
| 1 000                                                                                                 | Million                                                          | Mi-                   |               |           | -llion    | Million1,0   | = 106    |
| 1 000                                                                                                 | Milliarde                                                        | Mi-                   |               |           | -lliarde  | Million1,5   | = 109    |
| 1 000 000                                                                                             | Billion                                                          | Bi-                   |               |           | -llion    | Million2,0   | = 1012   |
| 1 000 000 000                                                                                         | Billiarde                                                        | Bi-                   |               |           | -lliarde  | Million2,5   | = 1015   |
| 1 000 000 000 000                                                                                     | Trillion                                                         | Tri-                  |               |           | -llion    | Million3,0   | = 1018   |
| 1 000 000 000                                                                                         | Trilliarde                                                       | Tri-                  |               |           | -lliarde  | Million3,5   | = 1021   |
| 1 000 000 000 000 000                                                                                 | Quadrillion                                                      | Quadri-               |               |           | -llion    | Million4,0   | = 1024   |
| 1 000 000 000 000 000 000                                                                             | Quadrilliarde                                                    | Quadri-               |               |           | -lliarde  | Million4,5   | = 1027   |
| 1 000 000 000 000 000 000 000                                                                         | Quintillion oder Quinquillion                                    | Quinti- oder Quinqui- |               |           | -llion    | Million5,0   | = 1030   |
| 1 000 000 000 000 000 000 000                                                                         | Quintilliarde oder Quinquilliarde                                | Quinti- oder Quinqui- |               |           | -lliarde  | Million5,5   | = 1033   |
| 1 000 000 000 000 000 000 000 000                                                                     | Sextillion                                                       | Sexti-                |               |           | -llion    | Million6,0   | = 1036   |
| 1 000 000 000 000 000 000 000 000 000                                                                 | Sextilliarde                                                     | Sexti-                |               |           | -lliarde  | Million6,5   | = 1039   |
| 1 000 000 000 000 000 000 000 000 000 000                                                             | Septillion                                                       | Septi-                |               |           | -llion    | Million7,0   | = 1042   |
| 1 000 000 000 000 000 000 000 000 000 000                                                             | Septilliarde                                                     | Septi-                |               |           | -lliarde  | Million7,5   | = 1045   |
| 1 000 000 000 000 000 000 000 000 000 000 000                                                         | Oktillion                                                        | Okti-                 |               |           | -llion    | Million8,0   | = 1048   |
| 1 000 000 000 000 000 000 000 000 000 000 000 000                                                     | Oktilliarde                                                      | Okti-                 |               |           | -lliarde  | Million8,5   | = 1051   |
| 1 000 000 000 000 000 000 000 000 000 000 000 000 000                                                 | Nonillion                                                        | Noni-                 |               |           | -llion    | Million9,0   | = 1054   |
| 1 000 000 000 000 000 000 000 000 000 000 000 000 000                                                 | Nonilliarde                                                      | Noni-                 |               |           | -lliarde  | Million9,5   | = 1057   |
| 1 000 000 000 000 000 000 000 000 000 000 000 000 000 000                                             | Dezillion                                                        |                       | Dezi-         |           | -llion    | Million10,0  | = 1060   |
| 1 000 000 000 000 000 000 000 000 000 000 000 000 000 000 000                                         | Dezilliarde                                                      |                       | Dezi-         |           | -lliarde  | Million10,5  | = 1063   |
| 1 000 000 000 000 000 000 000 000 000 000 000 000 000 000 000 000                                     | Undezillion                                                      | Un-                   | -dezi-        |           | -llion    | Million11,0  | = 1066   |
| 1 000 000 000 000 000 000 000 000 000 000 000 000 000 000 000 000                                     | Undezilliarde                                                    | Un-                   | -dezi-        |           | -lliarde  | Million11,5  | = 1069   |
| 1 000 000 000 000 000 000 000 000 000 000 000 000 000 000 000 000 000                                 | Dodezillion oder Duodezillion                                    | Do- oder Duo-         | -dezi-        |           | -llion    | Million12,0  | = 1072   |
| 1 000 000 000 000 000 000 000 000 000 000 000 000 000 000 000 000 000 000                             | Dodezilliarde oder Duodezilliarde                                | Do- oder Duo-         | -dezi-        |           | -lliarde  | Million12,5  | = 1075   |
| 1 000 000 000 000 000 000 000 000 000 000 000 000 000 000 000 000 000 000 000                         | Tredezillion                                                     | Tre-                  | -dezi-        |           | -llion    | Million13,0  | = 1078   |
| 1 000 000 000 000 000 000 000 000 000 000 000 000 000 000 000 000 000 000 000                         | Tredezilliarde                                                   | Tre-                  | -dezi-        |           | -lliarde  | Million13,5  | = 1081   |
| 1 000 000 000 000 000 000 000 000 000 000 000 000 000 000 000 000 000 000 000 000                     | Quattuordezillion                                                | Quattuor-             | -dezi-        |           | -llion    | Million14,0  | = 1084   |
| 1 000 000 000 000 000 000 000 000 000 000 000 000 000 000 000 000 000 000 000 000 000                 | Quattuordezilliarde                                              | Quattuor-             | -dezi-        |           | -lliarde  | Million14,5  | = 1087   |
| 1 000 000 000 000 000 000 000 000 000 000 000 000 000 000 000 000 000 000 000 000 000 000             | Quindezillion                                                    | Quin-                 | -dezi-        |           | -llion    | Million15,0  | = 1090   |
| 1 000 000 000 000 000 000 000 000 000 000 000 000 000 000 000 000 000 000 000 000 000 000             | Quindezilliarde                                                  | Quin-                 | -dezi-        |           | -lliarde  | Million15,5  | = 1093   |
| 1 000 000 000 000 000 000 000 000 000 000 000 000 000 000 000 000 000 000 000 000 000 000 000         | Sedezillion oder Sexdezillion                                    | Se- oder Sex-         | -dezi-        |           | -llion    | Million16,0  | = 1096   |
| 1 000 000 000 000 000 000 000 000 000 000 000 000 000 000 000 000 000 000 000 000 000 000 000 000     | Sedezilliarde oder Sexdezilliarde                                | Se- oder Sex-         | -dezi-        |           | -lliarde  | Million16,5  | = 1099   |
| 1 000 000 000 000 000 000 000 000 000 000 000 000 000 000 000 000 000 000 000 000 000 000 000 000 000 | Septendezillion                                                  | Septen-               | -dezi-        |           | -llion    | Million17,0  | = 10102  |
| Die Ziffer 1 gefolgt von 105 Nullen                                                                   | Septendezilliarde                                                | Septen-               | -dezi-        |           | -lliarde  | Million17,5  | = 10105  |
| Die Ziffer 1 gefolgt von 108 Nullen                                                                   | Oktodezillion                                                    | Okto-                 | -dezi-        |           | -llion    | Million18,0  | = 10108  |
| Die Ziffer 1 gefolgt von 111 Nullen                                                                   | Oktodezilliarde                                                  | Okto-                 | -dezi-        |           | -lliarde  | Million18,5  | = 10111  |
| Die Ziffer 1 gefolgt von 114 Nullen                                                                   | Novemdezillion                                                   | Novem-                | -dezi-        |           | -llion    | Million19,0  | = 10114  |
| Die Ziffer 1 gefolgt von 117 Nullen                                                                   | Novemdezilliarde                                                 | Novem-                | -dezi-        |           | -lliarde  | Million19,5  | = 10117  |
| Die Ziffer 1 gefolgt von 120 Nullen                                                                   | Vigintillion                                                     |                       | Viginti-      |           | -llion    | Million20,0  | = 10120  |
| Die Ziffer 1 gefolgt von 123 Nullen                                                                   | Vigintilliarde                                                   |                       | Viginti-      |           | -lliarde  | Million20,5  | = 10123  |
| Die Ziffer 1 gefolgt von 126 Nullen                                                                   | Unvigintillion                                                   | Un-                   | -viginti-     |           | -llion    | Million21,0  | = 10126  |
| Die Ziffer 1 gefolgt von 129 Nullen                                                                   | Unvigintilliarde                                                 | Un-                   | -viginti-     |           | -lliarde  | Million21,5  | = 10129  |
| Die Ziffer 1 gefolgt von 132 Nullen                                                                   | Dovigintillion oder Duovigintillion                              | Do- oder Duo-         | -viginti-     |           | -llion    | Million22,0  | = 10132  |
| Die Ziffer 1 gefolgt von 135 Nullen                                                                   | Dovigintilliarde oder Duovigintilliarde                          | Do- oder Duo-         | -viginti-     |           | -lliarde  | Million22,5  | = 10135  |
| Die Ziffer 1 gefolgt von 138 Nullen                                                                   | Tresvigintillion                                                 | Tre-                  | -viginti-     |           | -llion    | Million23,0  | = 10138  |
| Die Ziffer 1 gefolgt von 141 Nullen                                                                   | Tresvigintilliarde                                               | Tre-                  | -viginti-     |           | -lliarde  | Million23,5  | = 10141  |
| Die Ziffer 1 gefolgt von 144 Nullen                                                                   | Quattuorvigintillion                                             | Quattuor-             | -viginti-     |           | -llion    | Million24,0  | = 10144  |
| Die Ziffer 1 gefolgt von 147 Nullen                                                                   | Quattuorvigintilliarde                                           | Quattuor-             | -viginti-     |           | -lliarde  | Million24,5  | = 10147  |
| Die Ziffer 1 gefolgt von 150 Nullen                                                                   | Quinvigintillion                                                 | Quin-                 | -viginti-     |           | -llion    | Million25,0  | = 10150  |
| Die Ziffer 1 gefolgt von 153 Nullen                                                                   | Quinvigintilliarde                                               | Quin-                 | -viginti-     |           | -lliarde  | Million25,5  | = 10153  |
| Die Ziffer 1 gefolgt von 156 Nullen                                                                   | Sevigintillion oder Sexvigintillion                              | Se- oder Sex-         | -viginti-     |           | -llion    | Million26,0  | = 10156  |
| Die Ziffer 1 gefolgt von 159 Nullen                                                                   | Sevigintilliarde oder Sexvigintilliarde                          | Se- oder Sex-         | -viginti-     |           | -lliarde  | Million26,5  | = 10159  |
| Die Ziffer 1 gefolgt von 162 Nullen                                                                   | Septenvigintillion                                               | Septen-               | -viginti-     |           | -llion    | Million27,0  | = 10162  |
| Die Ziffer 1 gefolgt von 165 Nullen                                                                   | Septenvigintilliarde                                             | Septen-               | -viginti-     |           | -lliarde  | Million27,5  | = 10165  |
| Die Ziffer 1 gefolgt von 168 Nullen                                                                   | Dodetrigintillion, Duodetrigintillion oder Oktovigintillion      | Do-de- oder Duo-de-   | -triginti-    |           | -llion    | Million28,0  | = 10168  |
| Die Ziffer 1 gefolgt von 171 Nullen                                                                   | Dodetrigintillarde, Duodetrigintilliarde oder Oktovigintilliarde | Do-de- oder Duo-de-   | -triginti-    |           | -lliarde  | Million28,5  | = 10171  |
| Die Ziffer 1 gefolgt von 174 Nullen                                                                   | Undetrigintillion oder Novemvigintillion                         | Un-de-                | -triginti-    |           | -llion    | Million29,0  | = 10174  |
| Die Ziffer 1 gefolgt von 177 Nullen                                                                   | Undetrigintilliarde oder Novemvigintilliarde                     | Un-de-                | -triginti-    |           | -lliarde  | Million29,5  | = 10177  |
| Die Ziffer 1 gefolgt von 180 Nullen                                                                   | Trigintillion                                                    |                       | Triginti-     |           | -llion    | Million30,0  | = 10180  |
| Die Ziffer 1 gefolgt von 183 Nullen                                                                   | Trigintilliarde                                                  |                       | Triginti-     |           | -lliarde  | Million30,5  | = 10183  |
| Die Ziffer 1 gefolgt von 186 Nullen                                                                   | Untrigintillion                                                  | Un-                   | -triginti-    |           | -llion    | Million31,0  | = 10186  |
| Die Ziffer 1 gefolgt von 189 Nullen                                                                   | Untrigintilliarde                                                | Un-                   | -triginti-    |           | -lliarde  | Million31,5  | = 10189  |
| Die Ziffer 1 gefolgt von 192 Nullen                                                                   | Dotrigintillion oder Duotrigintillion                            | Do- oder Duo-         | -triginti-    |           | -llion    | Million32,0  | = 10192  |
| Die Ziffer 1 gefolgt von 195 Nullen                                                                   | Dotrigintilliarde oder Duotrigintilliarde                        | Do- oder Duo-         | -triginti-    |           | -lliarde  | Million32,5  | = 10195  |
| Die Ziffer 1 gefolgt von 198 Nullen                                                                   | Tretrigintillion                                                 | Tre-                  | -triginti-    |           | -llion    | Million33,0  | = 10198  |
| Die Ziffer 1 gefolgt von 201 Nullen                                                                   | Tretrigintilliarde                                               | Tre-                  | -triginti-    |           | -lliarde  | Million33,5  | = 10201  |
| Die Ziffer 1 gefolgt von 204 Nullen                                                                   | Quattuortrigintillion                                            | Quattuor-             | -triginti-    |           | -llion    | Million34,0  | = 10204  |
| Die Ziffer 1 gefolgt von 207 Nullen                                                                   | Quattuortrigintilliarde                                          | Quattuor-             | -triginti-    |           | -lliarde  | Million34,5  | = 10207  |
| Die Ziffer 1 gefolgt von 210 Nullen                                                                   | Quintrigintillion                                                | Quin-                 | -triginti-    |           | -llion    | Million35,0  | = 10210  |
| Die Ziffer 1 gefolgt von 213 Nullen                                                                   | Quintrigintilliarde                                              | Quin-                 | -triginti-    |           | -lliarde  | Million35,5  | = 10213  |
| Die Ziffer 1 gefolgt von 216 Nullen                                                                   | Setrigintillion oder Sextrigintillion                            | Se- oder Sex-         | -triginti-    |           | -llion    | Million36,0  | = 10216  |
| Die Ziffer 1 gefolgt von 219 Nullen                                                                   | Setrigintilliarde oder Sextrigintilliarde                        | Se- oder Sex-         | -triginti-    |           | -lliarde  | Million36,5  | = 10219  |
| Die Ziffer 1 gefolgt von 222 Nullen                                                                   | Septentrigintillion                                              | Septen-               | -triginti-    |           | -llion    | Million37,0  | = 10222  |
| Die Ziffer 1 gefolgt von 225 Nullen                                                                   | Septentrigintilliarde                                            | Septen-               | -triginti-    |           | -lliarde  | Million37,5  | = 10225  |
| Die Ziffer 1 gefolgt von 228 Nullen                                                                   | Oktotrigintillion                                                | Okto-                 | -triginti-    |           | -llion    | Million38,0  | = 10228  |
| Die Ziffer 1 gefolgt von 231 Nullen                                                                   | Oktotrigintilliarde                                              | Okto-                 | -triginti-    |           | -lliarde  | Million38,5  | = 10231  |
| Die Ziffer 1 gefolgt von 234 Nullen                                                                   | Novemtrigintillion                                               | Novem-                | -triginti-    |           | -llion    | Million39,0  | = 10234  |
| Die Ziffer 1 gefolgt von 237 Nullen                                                                   | Novemtrigintilliarde                                             | Novem-                | -triginti-    |           | -lliarde  | Million39,5  | = 10237  |
| Die Ziffer 1 gefolgt von 240 Nullen                                                                   | Quadragintillion                                                 |                       | Quadraginti-  |           | -llion    | Million40,0  | = 10240  |
| Die Ziffer 1 gefolgt von 243 Nullen                                                                   | Quadragintilliarde                                               |                       | Quadraginti-  |           | -lliarde  | Million40,5  | = 10243  |
| Die Ziffer 1 gefolgt von 246 Nullen                                                                   | Unquadragintillion                                               | Un-                   | -quadraginti- |           | -llion    | Million41,0  | = 10246  |
| Die Ziffer 1 gefolgt von 249 Nullen                                                                   | Unquadragintilliarde                                             | Un-                   | -quadraginti- |           | -lliarde  | Million41,5  | = 10249  |
| Die Ziffer 1 gefolgt von 252 Nullen                                                                   | Doquadragintillion oder Duoquadragintillion                      | Do- oder Duo-         | -quadraginti- |           | -llion    | Million42,0  | = 10252  |
| Die Ziffer 1 gefolgt von 255 Nullen                                                                   | Doquadragintilliarde oder Duoquadragintilliarde                  | Do- oder Duo-         | -quadraginti- |           | -lliarde  | Million42,5  | = 10255  |
| Die Ziffer 1 gefolgt von 258 Nullen                                                                   | Trequadragintillion                                              | Tre-                  | -quadraginti- |           | -llion    | Million43,0  | = 10258  |
| Die Ziffer 1 gefolgt von 261 Nullen                                                                   | Trequadragintilliarde                                            | Tre-                  | -quadraginti- |           | -lliarde  | Million43,5  | = 10261  |
| Die Ziffer 1 gefolgt von 264 Nullen                                                                   | Quattuorquadragintillion                                         | Quattuor-             | -quadraginti- |           | -llion    | Million44,0  | = 10264  |
| Die Ziffer 1 gefolgt von 267 Nullen                                                                   | Quattuorquadragintilliarde                                       | Quattuor-             | -quadraginti- |           | -lliarde  | Million44,5  | = 10267  |
| Die Ziffer 1 gefolgt von 270 Nullen                                                                   | Quinquadragintillion                                             | Quin-                 | -quadraginti- |           | -llion    | Million45,0  | = 10270  |
| Die Ziffer 1 gefolgt von 273 Nullen                                                                   | Quinquadragintilliarde                                           | Quin-                 | -quadraginti- |           | -lliarde  | Million45,5  | = 10273  |
| Die Ziffer 1 gefolgt von 276 Nullen                                                                   | Sequadragintillion oder Sexquadragintillion                      | Se- oder Sex-         | -quadraginti- |           | -llion    | Million46,0  | = 10276  |
| Die Ziffer 1 gefolgt von 279 Nullen                                                                   | Sequadragintilliarde oder Sexquadragintilliarde                  | Se- oder Sex-         | -quadraginti- |           | -lliarde  | Million46,5  | = 10279  |
| Die Ziffer 1 gefolgt von 282 Nullen                                                                   | Septenquadragintillion                                           | Septen-               | -quadraginti- |           | -llion    | Million47,0  | = 10282  |
| Die Ziffer 1 gefolgt von 285 Nullen                                                                   | Septenquadragintilliarde                                         | Septen-               | -quadraginti- |           | -lliarde  | Million47,5  | = 10285  |
| Die Ziffer 1 gefolgt von 288 Nullen                                                                   | Oktoquadragintillion                                             | Okto-                 | -quadraginti- |           | -llion    | Million48,0  | = 10288  |
| Die Ziffer 1 gefolgt von 291 Nullen                                                                   | Oktoquadragintilliarde                                           | Okto-                 | -quadraginti- |           | -lliarde  | Million48,5  | = 10291  |
| Die Ziffer 1 gefolgt von 294 Nullen                                                                   | Novemquadragintillion                                            | Novem-                | -quadraginti- |           | -llion    | Million49,0  | = 10294  |
| Die Ziffer 1 gefolgt von 297 Nullen                                                                   | Novemquadragintilliarde                                          | Novem-                | -quadraginti- |           | -lliarde  | Million49,5  | = 10297  |
| Die Ziffer 1 gefolgt von 300 Nullen                                                                   | Quinquagintillion                                                |                       | Quinquaginti- |           | -llion    | Million50,0  | = 10300  |
| Die Ziffer 1 gefolgt von 303 Nullen                                                                   | Quinquagintilliarde                                              |                       | Quinquaginti- |           | -lliarde  | Million50,5  | = 10303  |
| Die Ziffer 1 gefolgt von 600 Nullen                                                                   | Zentillion                                                       |                       |               | Zenti-    | -llion    | Million100,0 | = 10600  |
| Die Ziffer 1 gefolgt von 603 Nullen                                                                   | Zentilliarde                                                     |                       |               | Zenti-    | -lliarde  | Million100,5 | = 10603  |
| Die Ziffer 1 gefolgt von 900 Nullen                                                                   | Quinquagintazentillion                                           |                       | Quinquaginti- | Zenti-    | -llion    | Million150,0 | = 10900  |
| Die Ziffer 1 gefolgt von 903 Nullen                                                                   | Quinquagintazentilliarde                                         |                       | Quinquaginti- | Zenti-    | -lliarde  | Million150,5 | = 10903  |
| Die Ziffer 1 gefolgt von 1200 Nullen                                                                  | Duzentillion                                                     |                       |               | Duzenti-  | -llion    | Million200,0 | = 101200 |
| Die Ziffer 1 gefolgt von 1203 Nullen                                                                  | Duzentilliarde                                                   |                       |               | Duzenti-  | -lliarde  | Million200,5 | = 101203 |

### Unterschied Europa zu USA
Seit dem 17. Jahrhundert gibt es zwei unterschiedliche Konventionen für Namen großer Zahlen oberhalb der Million, die auch noch identische Zahlennamen für völlig verschiedene Zahlen verwenden. Das führt in der Praxis oft zu Missverständnissen:
- Das in diesem Artikel beschriebene ursprüngliche, seit dem 15. Jahrhundert attestierte System der langen Skala ist das anerkannte Referenzsystem. Die Zahlen ab einer Million werden mit den Namen Million – Milliarde – Billion – Billiarde – Trillion – … bezeichnet, wobei jede Zahl um den Faktor 1000 größer als die vorherige ist.
- Im System der kurzen Skala ist die Billion nur das 1000-Fache einer Million. Das 1000-Fache einer Billion ist dann die Trillion und so weiter. Die Vorsilben entsprechen den Potenzen der Zahl 1000, jedoch ist die lateinische Bedeutung der Vorsilbe stets um 1 kleiner als die Potenz: eine Billion sind also 10003, eine Trillion 10004. Dieses System wurde in einigen Ländern ab dem 17. Jahrhundert gebräuchlich.

Das System der langen Skala sollte auf Vorschlag der 9. Konferenz des Bureau International des Poids et Mesures von 1948 weltweit einheitlich verwendet werden. Nachdem auch Frankreich 1961 per Gesetz vom bis dahin üblichen System der kurzen Skala gewechselt hatte, wurde das System der langen Skala für eine kurze Zeit in ganz Europa verwendet. Doch infolge des Einflusses der USA und der internationalen Medien wird immer stärker davon abgewichen. Praktisch alle englischsprachigen Länder einschließlich des Vereinigten Königreichs verwenden es nicht mehr; in Kanada wird es nur mehr im Französisch sprechenden Teil, in Südafrika nur von Afrikaans-Sprechern verwendet.
Das System der kurzen Skala wird in den USA offiziell verwendet, in den übrigen englischsprachigen Ländern ist es mittlerweile gängiger Sprachgebrauch. Verwendung findet es auch in Puerto Rico, Brasilien und in der Türkei, wobei aber im Sprachgebrauch der Türkei das Wort milyar für Milliarde (109) fest verankert ist. Das britische Englisch hat sich dem US-amerikanischen Sprachgebrauch angepasst. Im britischen Englisch wird die Bezeichnung milliard (Milliarde) nur noch selten verwendet. Mehr zur Entstehung dieses Systems ist im Artikel Billion zu finden. Vielleicht auch wegen der möglichen Missverständnisse sind diese großen Zahlennamen jenseits der billion im täglichen Sprachgebrauch im englischen Sprachraum auch eher selten, meist greift man lieber zu Konstruktionen wie a thousand million million.

## Nomenklatur für Zahlen ab 1.000.000
Ab einer gewissen Größe sind derlei Benennungen für Millionenpotenzen kaum gebräuchlich, stattdessen kann auf die wissenschaftliche Notation oder Umschreibungen wie eine Milliarde Milliarden zurückgegriffen werden. Neben Stämmen von lateinischen Grundzahlwörtern kommen Stämme von Ordnungszahlwörtern auf -t zum Einsatz (so bei Quintillion (1.000.0005; Synonym: Quinquillion) und Sextillion (1.000.0006)) und für 9 die Form non- (wie im Ordnungszahlwort nonus): Nonillion. Es gibt unterschiedliche Vorschläge für die Benennung von sehr oder beliebig großen Zahlen. Ein Unterschied kann in der Kombinationsreihenfolge für Zahlen ab 21 (lat. viginti unus oder unus et viginti; aber: centum viginti unus (121)) und in den Endungen bestehen. In der 4. Auflage des Arithmetikbuchs von Nicolas Pike (1822) finden sich Namen bis Vigintillions.
Im System von John Horton Conway und Allan Wechsler mit einer Abwandlung (quin statt quinqua) von Olivier Miakinen (hier in deutscher Übersetzung) werden für die ersten neun Millionenpotenzen ab 1.000.000 Million, Billion, Trillion, Quadrillion, Quintillion, Sextillion, Septillion, Oktillion und Nonillion verwendet und darüber hinaus die folgenden Bestandteile in der Reihenfolge der Spalten kombiniert und der letzte Vokal durch -illion ersetzt:
|   | Einer     | Zehner         | Hunderter      |
| - | --------- | -------------- | -------------- |
| 1 | un        | ndezi          | nxzenti        |
| 2 | duo       | msviginti      | nduzenti       |
| 3 | tre (*)   | nstriginta     | nstrezenti     |
| 4 | quattuor  | nsquadraginta  | nsquadringenti |
| 5 | quin      | nsquinquaginta | nsquingenti    |
| 6 | se (*)    | nsexaginta     | nseszenti      |
| 7 | septe (*) | nseptuaginta   | nseptingenti   |
| 8 | okto      | mxoktoginta    | mxoktingenti   |
| 9 | nove (*)  | nonaginta      | nongenti       |

* Vor Bestandteilen, die mit s oder x markiert sind, wird tre zu tres; se wird bei s zu ses und bei x zu sex. Auf ähnliche Weise werden septe und nove zu septem und novem oder septen und noven, wenn sie vor Bestandteilen mit m oder n stehen.
Von klassisch-lateinischen Zahlwörtern mit duode- oder unde- (subtraktiv) vor einem Vielfachen von 10 von 20 bis 90, zum Beispiel duodeviginti (18), wird hier nicht Gebrauch gemacht. Im Unterschied zu Pike (1822) heißt es nach dem System getreu lateinischer Assimilation Sedezillion statt Sexdezillion und Novendezillion statt Novemdezillion. Einige Zahlen, beispielsweise Treszentillion (1.000.000103) und Trezentillion (1.000.000300), werden aber ähnlich geschrieben und ausgesprochen. In einem Kommentar von Ernst Meyer findet sich hingegen getreu lateinischer Reihenfolge Vigintiunillion für die 21. Potenz einer Million.
Die Benennung wird nach Conway/Wechsler ins Unbegrenzte erweitert, indem zum Beispiel XilliYilliZillion die (1.000.000X + 1.000Y + Z)-te Millionenpotenz bezeichnet, wobei n(illi) als Platzhalter für 0 herhält, so heißt die Zahl 1.000.0001.000.003 Millinillitrillion. Wechsler merkte dazu an: „The rest of the system (starting at the 1000th zillion) was more frankly artificial, and went through several revisions.  I do feel that we 'got it right' in the end; earlier revisions were more linguistically charming, but also more cumbersome.“ Nach einem anderen Vorschlag werden multiplikative Elemente verwendet, zum Beispiel Bi-Millillion für die 2.000. Potenz einer Million. Bereits aus dem Jahr 1782 ist Millionillion für die millionste Potenz einer Million belegt, was dem neulateinischen millio (Genitiv millionis) entspricht.

### Abkürzungen
Die folgenden Abkürzungen sind üblich:

#### Deutsch
- Mio. = Million[15]
- Mill. = Million[15]/Millionär
- Mrd./Mia./Md. = Milliarde[16]
- Bio./Bill. = Billion[17]
- Brd./Bld. = Billiarde

#### Englisch
- m/mn = million (= Million = 106)
- b/bn = billion (= Milliarde = 109)[18]
- t/tn = trillion (= Billion = 1012)[19] selten

Die Abkürzungen kommen auch mit Punkt vor: m., mn., b. usw.

## Zusammenstellung der Unregelmäßigkeiten (deutsche Sprache)
- Es wird erst die Hunderter-, dann die Einer- und dann die Zehnersilbe genannt.
- Man verwendet die Nachsilbe „-zig“ anstatt „-zehn“, eine Ausnahme ist „-ßig“ bei dreißig.
- Die Zahl 10 heißt „zehn“ (statt „einzig“).
- Die Zahl 11 heißt „elf“ (statt „einszehn“).
- Die Zahl 12 heißt „zwölf“ (statt „zweizehn“).
- Die Zahl 20 heißt „zwanzig“ (statt „zweizig“).
- Bei einer Zahlenzusammensetzung mit „eins-“ wird das „s“ generell gestrichen (Beispiel „einhundert“).
- Bei einer Zahlenzusammensetzung mit „sechs-“ wird das „s“ in den beiden Sonderfällen „sechzehn“ und „sechzig“ gestrichen und die Buchstabenkombination „ch“ nicht wie „k“, sondern mit dem Ichlaut gesprochen.
- Bei einer Zahlenzusammensetzung mit „sieben-“ wird das „en“ in den beiden Sonderfällen „siebzehn“ und „siebzig“ gestrichen.
- Einer- und Zehnersilbe werden ab der Zahl 21 mit „und“ verknüpft (Beispiel „einundzwanzig“).

## Brüche
Bruchzahlwörter auf -tel werden ähnlich wie Ordnungszahlwörter gebildet: Drittel (nicht: Dreitel), Viertel, Fünftel usw., Hunderteintel (nicht: Hunderterstel), Hundertzweitel, Hundertdrittel usw. Beispiel: „zwei Sechstel gleich ein Drittel“. Möglich ist auch der Gebrauch als Adjektivattribut: eine viertel Stunde (neben eine Viertelstunde). Statt Zweitel wird oft Halbes (Mehrzahl: Halbe) gebraucht.

## Myriade und Myriaden

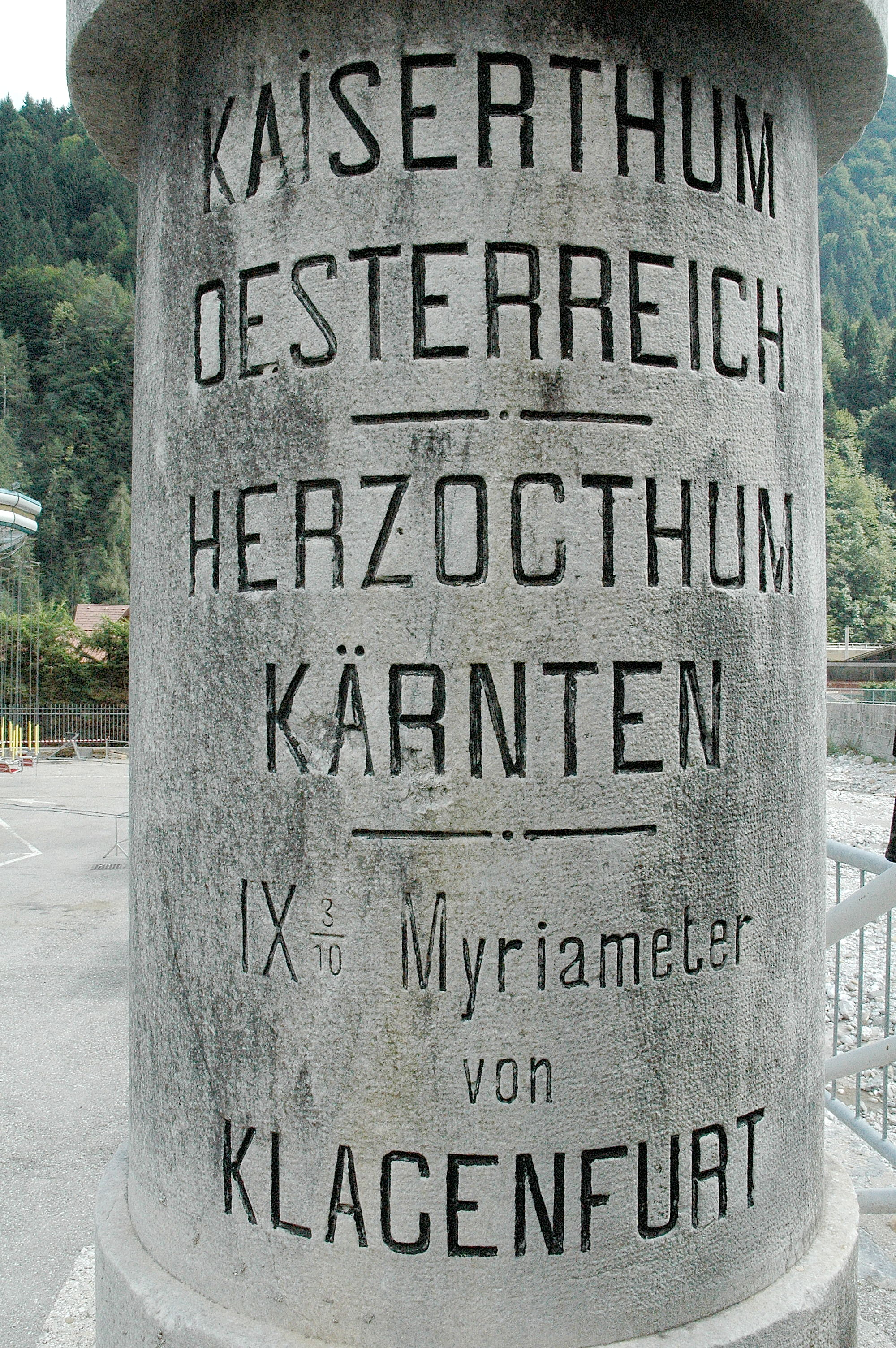
Myriameterstein an der alten Grenze Österreich/Venedig in Pontebba

Die Myriade steht für eine Anzahl von 10.000 (altgriech. μυριάς – myriás), dazu die Längeneinheit Myriameter = 10.000 m. Der Plural Myriaden bezeichnet hingegen eine unzählbare Menge (μύριοι – mýrioi: unzählige, unendlich viele).

## Zig
Der umgangssprachliche Ausdruck zig beschreibt eine Zahl, die – von daher stammt der Begriff – aus dem Bereich der auf -zig endenden Zahlen, also zwanzig bis neunundneunzig stammen kann. Das überwiegend nur gesprochene Wort lässt anklingen, dass die damit abgeschätzte Zahl subjektiv als hoch empfunden wird. Zig ist mehr als ungefähr oder ein gutes Dutzend, jedoch weniger als knapp / an die hundert.
Zu Beginn der Erzählung der bekannten Trilogie Der Herr der Ringe des britischen Schriftstellers J. R. R. Tolkien feiert der Hobbit Bilbo Beutlin seinen einundelfzigsten (111.) Geburtstag.

## Zillion
Aufgrund nicht mehr fassbarer Zahlenwerte wurde im Englischen in Anlehnung an Million, Billion und wohl auch an Zahlennamen wie decillion, undecillion, duodecillion usw. das Wort „zillion“ geprägt, das umgangssprachlich für eine gewaltige, jedoch unbestimmte Anzahl steht und keine mathematische Gültigkeit hat.
Nachweisbar ist zillion 1916 in Oakland Tribune, noch früher squillion (1878). Seither hat sich die Zahl solcher im Allgemeinen scherzhaft oder als Jargon gebrauchter englischer Phantasienamen für große Zahlen stark vermehrt, wenn auch keiner dieser Namen so großen Anklang gefunden hat wie „Zillion“. Beispielsweise existieren jetzt (in alphabetischer Ordnung):
bajillion, bazillion, bizillion, brazillion (zu Brazil = Brasilien), dillion, fantillion, gadzillion, gagillion, gajillion, gazillion, godzillion (zu Godzilla),  grillion, hojillion, jillion, kabillion, kajillion, katrillion, kazillion, killion, quazadrillion, robillion, skillion, squidillion, squillion, trazillion, umptillion (zu umpteen = „zig“).
Im Deutschen finden sich diese Bezeichnungen jedoch wohl nur in Übersetzungen angelsächsischer Quellen. Die Donald-Duck-Übersetzerin Erika Fuchs allerdings hat Dagobert Ducks Vermögen von 607 Tillionen, 386 Zillionen etc. bzw. von 5 multiplujillion, 9 impossibidillion, 7 fantasticatrillion bzw. von 5 billion quintiplitillion unptuplatillion multuplatillion impossibidillion fantasticatrillion Dollars umgerechnet und mit ihren Wortschöpfungen von Fantastilliarden, Fantastillionen und Pimpillionen wiedergegeben.
Eine popkulturelle Erwähnung der Zillionen findet sich im Album How to Be a … Zillionaire! der Gruppe ABC. Ein im Jahr 1999 in deutschsprachiger Fassung erschienenes universelles Computerspiele-Paket für Windows trägt den Titel Zillions of Games.